# Dana Carvey
Dana Thomas Carvey (Missoula, Montana, 1955. június 2.) Primetime Emmy-díjas amerikai humorista, színész, forgatókönyvíró és producer. Leginkább a Saturday Night Live-ból ismert, ahol 1986-tól 1993-ig szerepelt.

## Élete
A Montana állambeli Missoula-ban született, öt gyerek közül a negyedikként. Szülei tanárok voltak. Brad Carvey testvére. Angol, német, ír, norvég és svéd felmenőkkel rendelkezik, és lutheránus hitben nevelkedett. Három éves korában családja San Carlosba (Kalifornia) költözött. A Tierra Linda Junior High, majd a Carlmont High School (Belmont, Kalifornia) tanulója volt. Ezután a College of San Mateo tanulója volt (San Mateo, Kalifornia), és a San Francisco Állami Egyetemen diplomázott.
Első filmszerepe az 1981-es Halloween II-ben volt, ahol kis szerepet játszott.

## Magánélete
1979-ben vette feleségül gyerekkori szerelmét, Leah-t. Miközben fellépett a san franciscói The Other Cafe-ban, megismerkedett Paula Zwagermannal. Így Leah és Dana 1980-ban elváltak. Dana és Paula 1981-ben jegyezték el egymást, két évvel később pedig házasságot kötöttek. Két gyermekük született: Dex (1991–2023) és Thomas (1994).

## Filmszerepei
- 1990: Szemtelennek áll a világ

## További információ
- Hivatalos oldal
- Dana Carvey a Facebookon
- Dana Carvey a PORT.hu-n (magyarul)
- Dana Carvey az Internet Movie Database-ben (angolul)
- Dana Carvey a Rotten Tomatoeson (angolul)